# Чемпіонат України з футболу 2007—2008: турнір дублерів
4-й чемпіонат України з футболу серед дублерів проходив з липня 2007 року по травень 2008 року. Чемпіоном вчетверте поспіль стала команда дублерів київського «Динамо», вилетіли з турніру «Нафтовик-Укрнафта» (Охтирка) та «Закарпаття» (Ужгород).

## Учасники
У турнірі взяли участь 16 команд-дублів:
| - «Арсенал» (Київ) - «Ворскла» (Полтава) - «Динамо» (Київ) - «Дніпро» (Дніпропетровськ) - «Закарпаття» (Ужгород) - «Зоря» (Луганськ) - «Карпати» (Львів) - «Кривбас» (Кривий Ріг) | - «Металіст» (Харків) - «Металург» (Донецьк) - «Металург» (Запоріжжя) - «Нафтовик-Укрнафта» (Охтирка) - «Таврія» (Сімферополь) - ФК «Харків» (Харків) - «Чорноморець» (Одеса) - «Шахтар» (Донецьк) |

 — нові команди.

## Підсумкова таблиця
|    | Команда                       | І  | В  | Н | П  | МЗ | МП | О  |
| -- | ----------------------------- | -- | -- | - | -- | -- | -- | -- |
| 1  | «Динамо» (Київ)               | 30 | 26 | 3 | 1  | 87 | 29 | 81 |
| 2  | «Металург» (Запоріжжя)        | 30 | 20 | 7 | 3  | 65 | 25 | 67 |
| 3  | «Металіст» (Харків)           | 30 | 18 | 5 | 7  | 65 | 34 | 59 |
| 4  | «Шахтар» (Донецьк)            | 30 | 18 | 4 | 8  | 76 | 40 | 58 |
| 5  | «Металург» (Донецьк)          | 30 | 15 | 6 | 9  | 60 | 36 | 51 |
| 6  | «Ворскла» (Полтава)           | 30 | 14 | 3 | 13 | 54 | 40 | 45 |
| 7  | «Дніпро» (Дніпропетровськ)    | 30 | 12 | 8 | 10 | 64 | 42 | 44 |
| 8  | «Карпати» (Львів)             | 30 | 12 | 7 | 11 | 49 | 41 | 43 |
| 9  | «Арсенал» (Київ)              | 30 | 12 | 2 | 16 | 34 | 44 | 38 |
| 10 | «Зоря» (Луганськ)             | 30 | 11 | 5 | 14 | 38 | 50 | 38 |
| 11 | «Нафтовик-Укрнафта» (Охтирка) | 30 | 10 | 6 | 14 | 38 | 46 | 36 |
| 12 | «Чорноморець» (Одеса)         | 30 | 9  | 8 | 13 | 45 | 46 | 35 |
| 13 | «Таврія» (Сімферополь)        | 30 | 7  | 6 | 17 | 25 | 60 | 27 |
| 14 | ФК «Харків» (Харків)          | 30 | 6  | 7 | 17 | 31 | 65 | 25 |
| 15 | «Кривбас» (Кривий Ріг)        | 30 | 7  | 2 | 21 | 32 | 74 | 23 |
| 16 | «Закарпаття» (Ужгород)        | 30 | 1  | 5 | 24 | 7  | 98 | 8  |

## Бомбардири

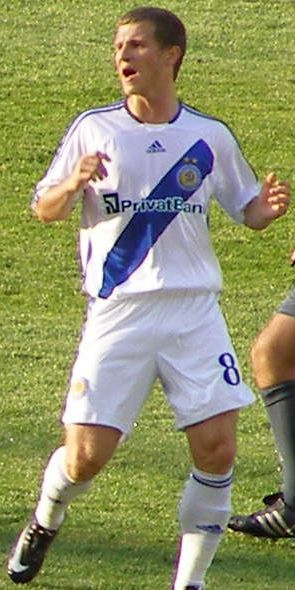
Олександр Алієв

| # | Футболіст        | Команда                    | Ігор | Голів (з пен.) |
| - | ---------------- | -------------------------- | ---- | -------------- |
| 1 | Олександр Алієв  | «Динамо» (Київ)            | 16   | 18 (6)         |
| 2 | Сергій Півненко  | «Шахтар» (Донецьк)         | 26   | 11 (1)         |
| 3 | Євген Коноплянка | «Дніпро» (Дніпропетровськ) | 22   | 11 (2)         |
| 4 | Ігор Тимченко    | «Металург» (Донецьк)       | 17   | 11 (3)         |
| 5 | Віталій Жеребцов | ФК «Харків» (Харків)       | 30   | 10 (0)         |
| 6 | Сергій Давидов   | «Металіст» (Харків)        | 18   | 10 (2)         |
| 7 | Денис Кожанов    | «Карпати» (Львів)          | 19   | 9 (1)          |